# ヴェルツハイム
ヴェルツハイム (ドイツ語: Welzheim, ドイツ語発音: [ˈvɛlt‿sha‿im]) はドイツ連邦共和国バーデン＝ヴュルテンベルク州レムス＝ムル郡に属す市である。シュトゥットガルトの東 40 km のヴェルツハイムの森に位置するこの街はルフトクアオルト（空気の清浄な保養地）に指定されている。

## 地理
ヴェルツハイムは、自然地理区分上、シュールヴァルトとヴェルトハイムの森およびシュヴァーベン＝フランケンの森山地にまたがる。

### 市の構成
ヴェルツハイムの市域は、ヴェルツハイム中核市区の他 24の小集落、農場、住宅地からなる。

### 土地利用
| 土地用途別面積 | 面積 (km2) | 占有率 |
| -------------- | ---------- | ------ |
| 住宅地         | 1.60       | 4.2 %  |
| 産業用地       | 0.52       | 1.4 %  |
| レジャー用地   | 0.76       | 2.0 %  |
| 交通用地       | 1.89       | 5.0 %  |
| 農業用地       | 14.45      | 38.0 % |
| 森林           | 17.76      | 46.7 % |
| 水域           | 0.23       | 0.6 %  |
| その他の用地   | 0.78       | 2.1 %  |
| 合計           | 37.99      |        |

出典: Statistisches Landesamt Baden-Württemberg

## 歴史

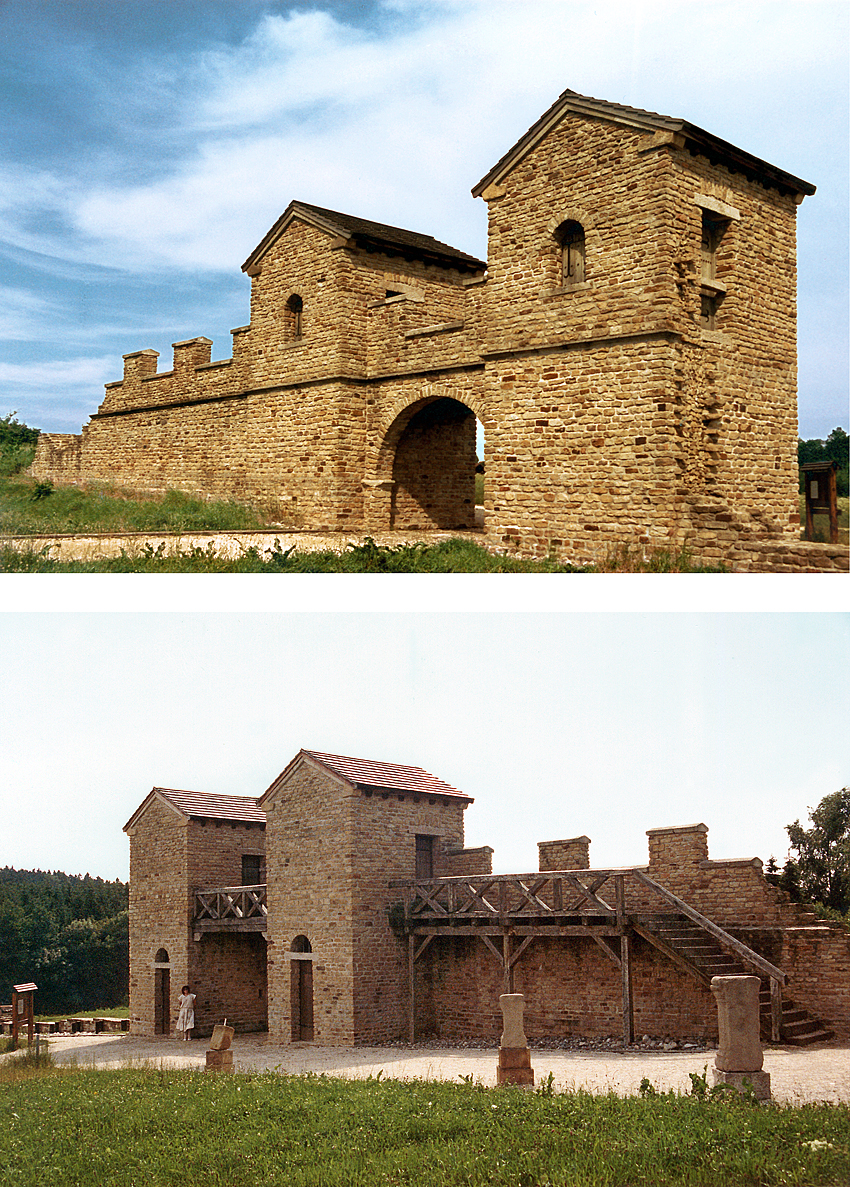
復元されたローマ時代のオストカステル（東の城砦）

ヴェルツハイムの歴史は、ローマ帝国時代にまで遡る。ローマ人は、160年頃、国境施設オーバーゲルマニッシュ＝レティシャー・リーメス建設の一環として、この地に城砦集落を築いた。その後、2つの城砦の間、ヴェストカッセルの南に民間人の定住地が建設された。このウィクスは、中世および近世のヴェルトハイムのやや南側にあった。ヴェルツハイム市は、1980年の都市建設800年祭に小さな東の城砦を復元し、1993年考古学公園を設けた。西の城砦の遺構の上には、20世紀に建物が建てられた。
この街の最も古い文献記録は、1181年で、Wallenzin あるいは Wallinzin と表記されている。その後この街の名前は、1355年 Wallenzingen、1446年 Walzen、1473年 Walzan、さらには Welnze、Welzen と変遷した。Wallenzin という集落名は、ラテン語の (casta) *Valentia を起源としており、おそらくこれがローマ時代のヴェルツハイムの名称であった。
遅くとも260年にローマ人が撤退した後、この集落の歴史は、最初の記録がなされる1181年まで闇の中である。中世の名称 Wallenzin が古代の集落名 *Valentia を引き継いでいることは、民族移動時代や中世初期に集落が継続していたことを示している。ヴェルツハイムは1266年に都市権を取得したが、この集落はその後もドルフ（村落）やマルクトフレッケン（市場町）と名乗っている。都市権の授与は1840年5月13日に確認された。
新しく建設された聖ガルス教会は、おそらく1499年に献堂された。
1556年6月13日、ヴェルツハイムの大部分および城館が焼失した。
ヴェルツハイムは、帝国自由領であったが、1335年からヴュルテンベルクの帝国の委嘱レーエンとして、遅くとも1379年からはシェンケン・フォン・リムプルク家に属した。その半分は遅くとも1379年に、残り半分は1418年にヴュルテンベルク伯にレーエンとして託された。福音主義のエーバーハルト・ルートヴィヒ公は、新しい愛人ヴィルヘルミーネ・フォン・グレーフェニッツを兄のフリードリヒ・ヴィルヘルム・フォン・グレーフェニッツに続いて1707年にシュトゥットガルトに呼び寄せた。この兄妹は帝国直轄領を有していなかったため、1707年にウィーンのグラーフェンジプロムを仲介した。ウィーンのジプロムを得たことで、彼ら2人は帝国等族と帝国伯の位を手に入れた。ヴィルヘルミーネは、1711年に偽装結婚でヴュルベン/ヴルプナ伯妃となり、1713年のリムプルク家断絶後ヴュルテンベルク公に返還されたヴェルツハイムの帝国直轄領主権を与えられ、1718年11月13日には公爵の位を授けられた。ヴィルヘルミーネはヴェルツハイムの領主権を女性でも相続可能な采邑とし、1726年から兄と共同で統治した。これはフランケン帝国クライスに編入された。1728年にヴェルツハイムがフランケン帝国伯コレギウムに加入したことで、帝国伯として帝国議会に議席と投票権を獲得した。やがて、グレーフェニッツの支配は四半世紀に及び、ヴュルテンベルク領内で抵抗運動が起こった。1733年にエーバーハルト・ルートヴィヒ公が亡くなると、後継者となったカトリックのカール・アレクサンダー公は、グレーフェニッツ関係者を逮捕拘留した。即刻追放となったヴィルヘルミーネの兄フリードリヒ・ヴィルヘルム・フォングレーフェニッツは、補償金 65,000グルデンと交換にヴュルテンベルクにすべての所領を引き渡し、帝国等族の位を放棄する協定を新しいヴュルテンベルク公と結んだ。
シュトゥットガルト州立文書館の史料 Findbuch A 441 L によれば、1733年のヴィルヘルミーネ失脚後、ヴェルツハイムの直轄領主権は剥奪されてヴュルテンベルク領となり、その後1807年までカンマーシュライベライ・オーバーアムトに属した。

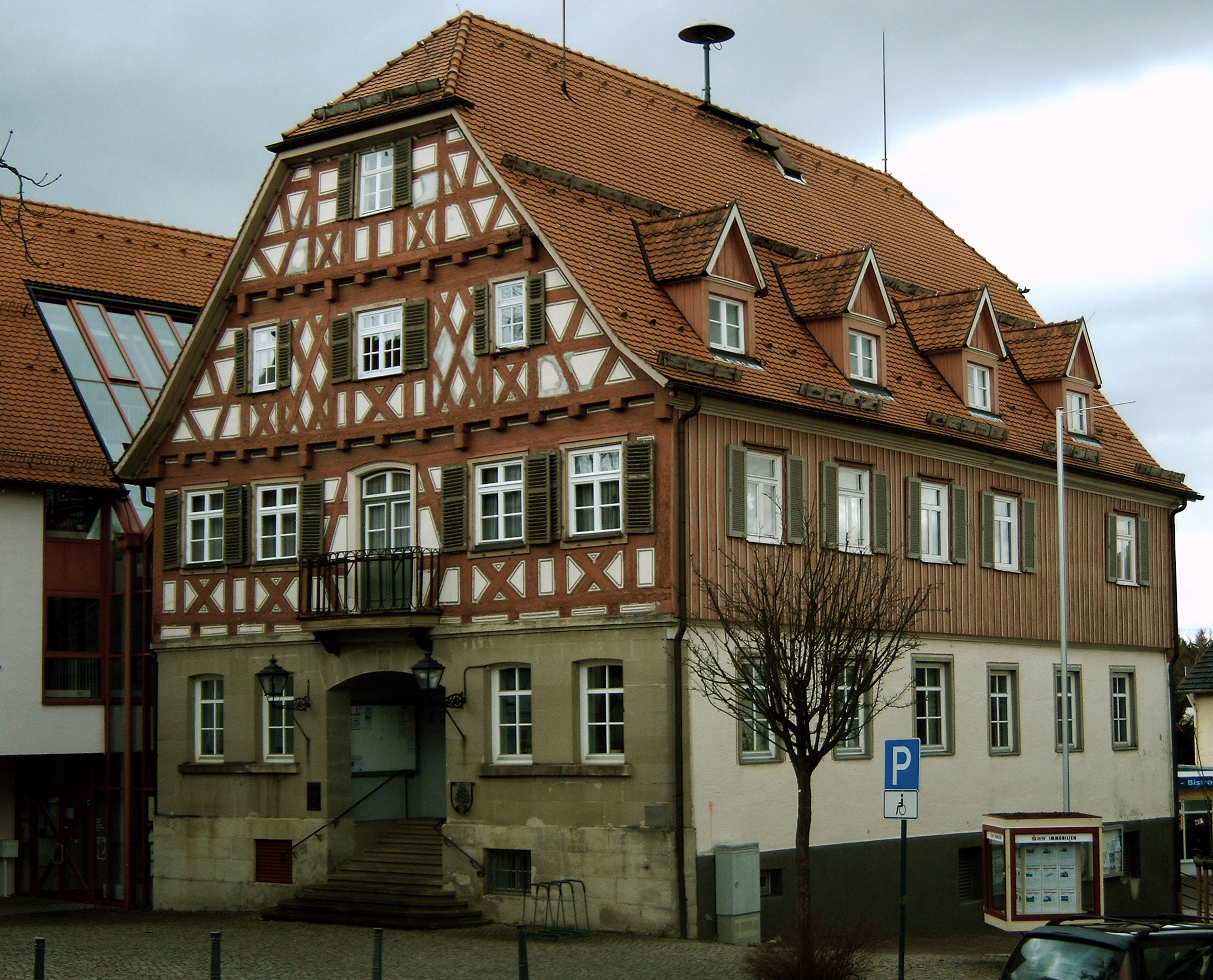
1731年建設されたヴェルトハイム市庁舎

1726年9月5日、二度目の大火が起こり、市のほぼ全域が破壊された。教会も基礎壁に至るまで焼失した。これらはその後再建された。市庁舎は1731年に新築された。
詩人ユスティヌス・ケルナーは1812年から1816年までヴェルツハイムに住んだ。
ヴュルテンベルク王国成立の1年後、1807年にヴェルツハイムはオーバーアムト・ヴェルツハイムの首邑となった。これ以後1938年のヴァイブリンゲン郡成立までこの状態にあったが、1810年から1819年までの間はロルヒが首邑とされた。また、1977年までヴュルテンベルク福音主義州教会の教会管区の管区長所在地でもあった。ヴェルツハイムは1911年にヴィースラウフタール鉄道の終点として王立ヴュルテンベルク邦有鉄道に接続した。
国家社会主義の時代、この街にはヴェルツハイム収容所が設けられていた。この収容所は現在もしばしば婉曲的に「拘置所」と呼ばれる。ここに収監された最も有名な人物が、共産主義者で労働組合活動家のフリードリヒ・シュロッターベックである。彼はレジスタンスグループ「シュロッターベック・アウス・ルークインスラント」に参加していた。延べ約1万人から1万5千人がこの収容所に収監された。35人の強制収容所犠牲者が葬られた墓地にはこの出来事を思い起こさせる記念碑が建立されている。1986年から市中心部の再開発が行われた。1991年、人口が初めて1万人を超え、同じ年に「ルフトクアオルト」の称号を再び獲得した。2000年にバイパス道路の建設が始まった。
2010年5月26日の夕方、ブライテンフュルストで竜巻が起こった。倒木が庭に囲まれた家屋を毀損し、バス停の待合所やキャンピングカーが吹き飛ばされた。

## 住民

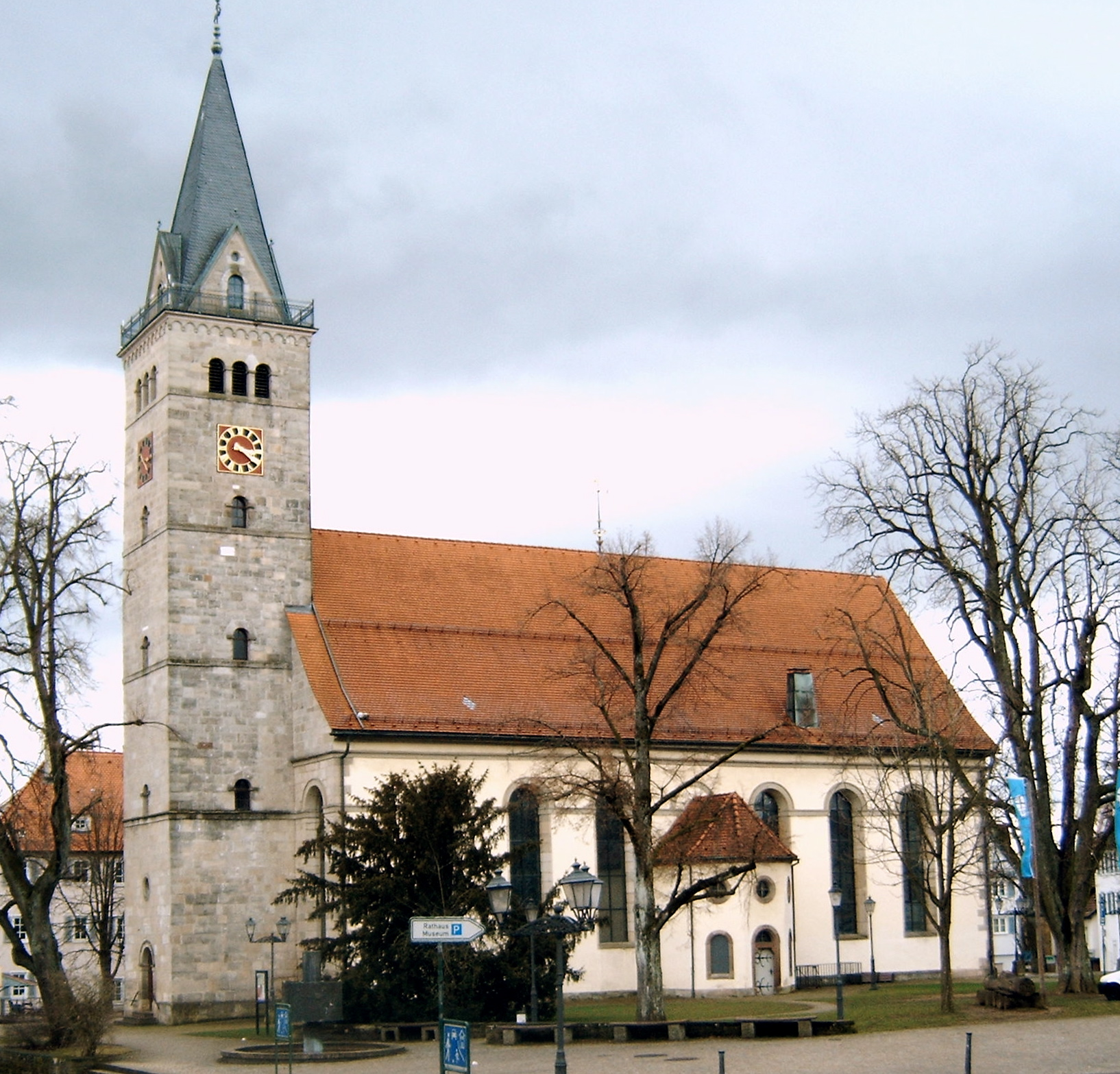
ヴェルツハイムの聖ガルス教会

### 宗教
福音主義の聖ガルス教会、カトリックのクリストケーニヒス教会の他に、CVJM南ドイツ支部、多くの自由教会組織（福音主義自由教会バプテスト、福音主義メソジスト教会、新使徒派教会、福音主義兄弟会）およびモスクがある。

## 行政

### 市議会
ヴェルツハイムの市議会は、選挙で選ばれた名誉職の議員20人と、議長を務める市長からなる。市長は市議会において投票権を有している。

### 首長
市長のトーマス・ベルンレールは2010年6月1日に、前職のヘルマン・ホルツナーから市長職を引き継いだ。

### 紋章
図柄: 銀地で、緑の丘の上に緑のモミの木

## 経済と社会資本

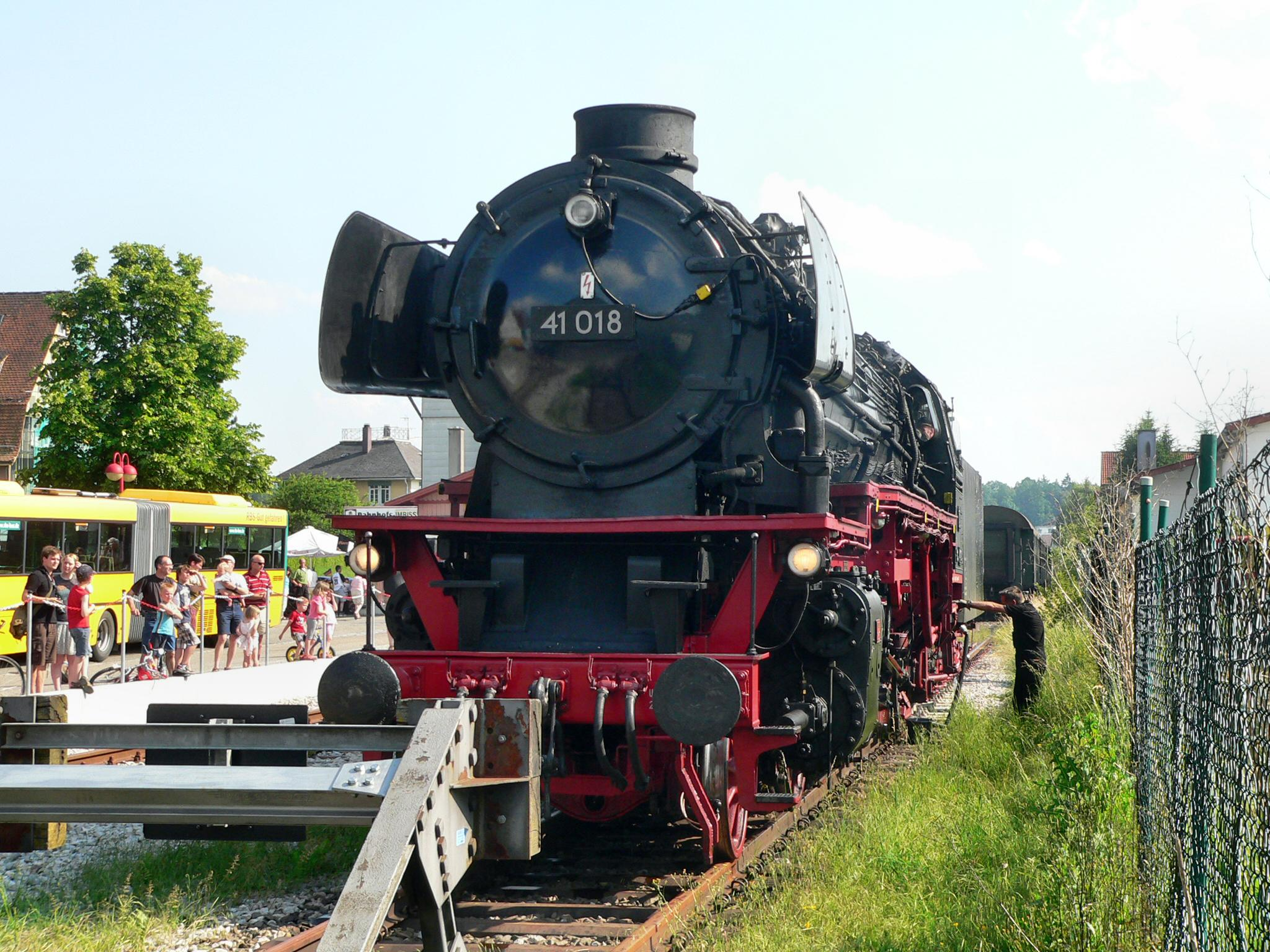
シュヴェービッシェ・ヴァルト鉄道

### 交通
ヴェルツハイムは1911年から、ショルンドルフからのヴィースラウフタール鉄道の終着点であった。王立ヴュルテンベルク邦有鉄道は、駅舎を統一様式 Type IIIb で建設した。現在この駅は、5月から10月までの日曜・祝日とアドヴェントの期間にシュヴェービッシェ・ヴァルト鉄道の観光用列車が特別ダイヤで運行されるだけである。
公共旅客近郊交通は、VVS交通・運賃連合シュトゥットガルトによって確保されている。シュトゥットガルトからの Sバーン S2号線の終点であるショルンドルフからはバスの便が良い。
最寄りの駅は、ロルヒとヴァルトハウゼンにある。どちらも約 14 km の場所にあるレムス鉄道（シュトゥットガルト - アーレン）の駅である。
市内を州道 L1080号線、L1150号線、L1155号線が通っている。最寄りのアウトバーンのインターチェンジは、バックナングを越えて約 40 km 離れた、連邦アウトバーン A81号線のムンデルスハイム・インターチェンジである。

### 自転車道
この街をドイツ・リーメス自転車道が通っている。これは、ライン川沿いのバート・ヘニンゲンからドナウ川沿いのレーゲンスブルクまで、オーバーゲルマニッシュ＝レティシャー・リーメス沿いの、全長 818 km の自転車道である。

### 広域遊歩道
ヴェルツハイムは、シュヴェービッシェ・アルプ協会のリーメス遊歩道沿いに位置している。この遊歩道は、ドイツ・リーメス遊歩道の一部である。

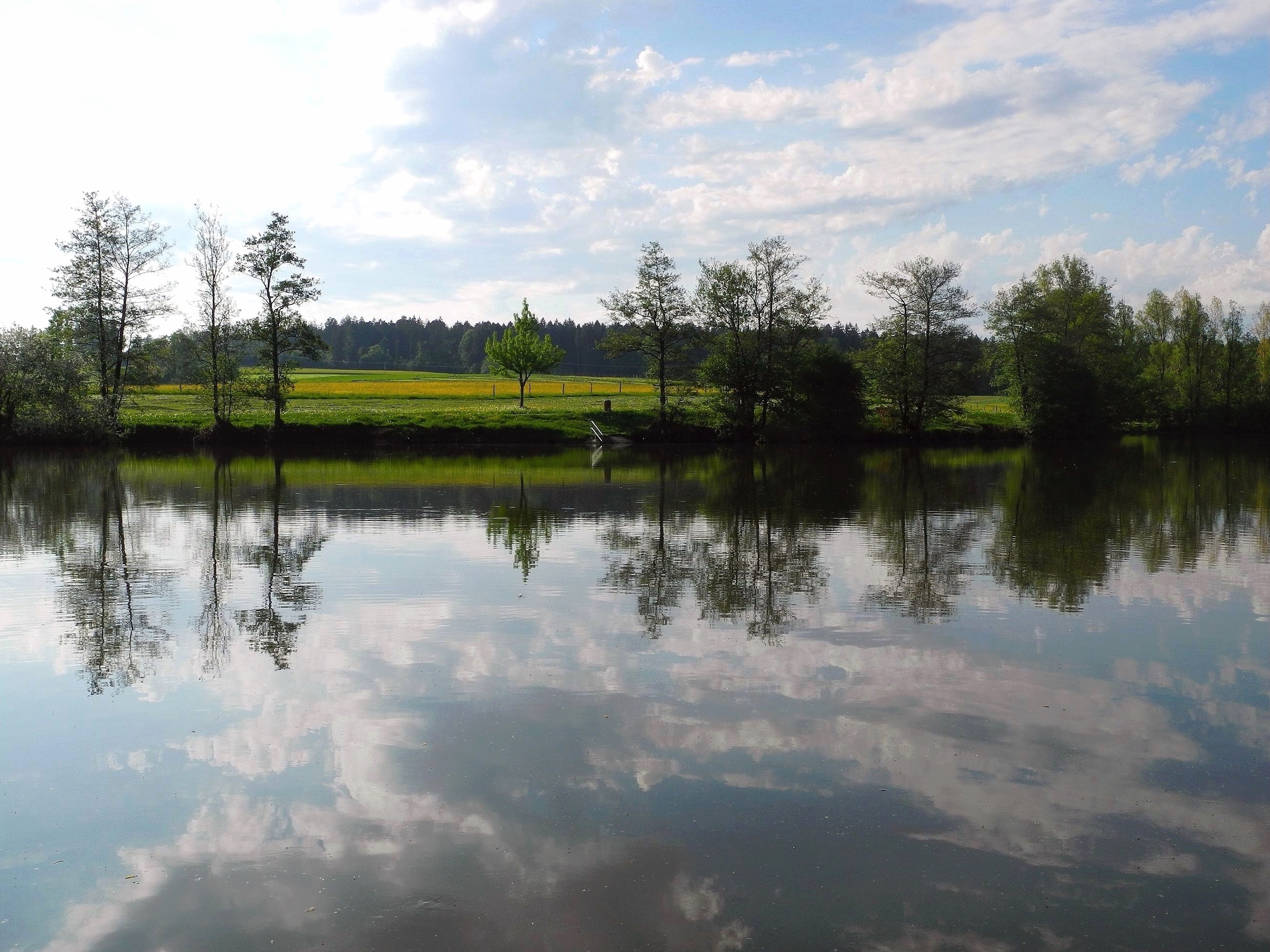
アイヒストルト湖

### レジャー施設
福音主義聖ガルス教会が建つキルヒ広場（教会広場）がこの街の中心をなしている。ヴェルツハイムには、多くのレストラン、スポーツ施設、1つの市立公園、市立公園を横切る全長 2.6 km のアスレチックコース、ヴェルツハイム青少年主導協会 e.V. が運営する青少年センターがある。周辺は農林業用地や小さな堰止め湖がある。東の市境にはグライダー飛行場がある。ヴェルツハイムの近くにはレジャーパーク「シュヴァーベンパーク」がある。

### 学校
ヴェルツハイムには、基礎課程学校 2校（ビュルクフェルトシューレとホーフガルテンシューレ）、養護学校 1校（ヤヌシュ＝コルチャック＝シューレ）、本課程学校 1校（ビュルクフェルトシューレ）、ヴェルクレアルシューレ 1校（ビュルクフェルトシューレ）、実科学校 1校（カステル実科学校）、ギムナジウム 1校（リーメス＝ギムナジウム）がある。

## 人物

### 出身者
- リューディガー・ガム（ドイツ語版、英語版）（1971年 - ）メンタルトレーナー

### ゆかりの人物
- ユスティヌス・ケルナー（ドイツ語版、英語版）（1786年 - 1862年）医師、文筆家、詩人。1812年から1815年までヴェルツハイムで治療医を務めた。

## 訳注
1. ↑  ヴェルクレアルシューレ (ドイツ語: Werkrealschule) は、ドイツ内でもバーデン＝ヴュルテンベルク州特有の学校形態で、本課程学校の第9または第10学年修了の生徒から選抜で第10学年以降の中等教育クラスに進学できる制度およびその課程